# Slowenische Badmintonmeisterschaft 2016
Die Slowenische Badmintonmeisterschaft 2016 fand vom 6. bis zum 7. Februar 2016 im Športna dvorana DSŠ in Lendava statt.

## Medaillengewinner
| Disziplin    | Gold                             | Silber                    | Bronze                     |
| ------------ | -------------------------------- | ------------------------- | -------------------------- |
| Herreneinzel | Iztok Utroša                     | Luka Petrič               | Alen Roj                   |
| Herreneinzel | Iztok Utroša                     | Luka Petrič               | Miha Ivanič                |
| Dameneinzel  | Tina Kodrič                      | Ema Cizelj                | Ana Marija Šetina          |
| Dameneinzel  | Tina Kodrič                      | Ema Cizelj                | Kaja Stanković             |
| Herrendoppel | Miha Horvat Iztok Utroša         | Luka Petrič Alen Roj      | Aljoša Turk Urban Turk     |
| Herrendoppel | Miha Horvat Iztok Utroša         | Luka Petrič Alen Roj      | Andraž Krapež Mitja Šemrov |
| Damendoppel  | Ana Marija Šetina Kaja Stanković | Nika Arih Petra Polanc    | Cecilija Barut Nina Kotar  |
| Damendoppel  | Ana Marija Šetina Kaja Stanković | Nika Arih Petra Polanc    | Nika Koncut Sabina Magyar  |
| Mixed        | Luka Petrič Tina Kodrič          | Miha Ivančič Petra Polanc | Aljoša Turk Ema Cizelj     |
| Mixed        | Luka Petrič Tina Kodrič          | Miha Ivančič Petra Polanc | Primož Flis Kaja Stanković |